# Стоб
Стоб е село в Западна България, област Кюстендил, община Кочериново.

## География
В западните поли на Рила планина, точно на самия вход към долината на Рилска река и Рилския манастир е разположено село Стоб – наследник на древния пеонски град Стоби, унищожен от Асеневци в края на XII век. Там се намират известните Стобски пирамиди.

## История
Местна легенда разказва, че в антично време село Стоб е било град Стоби, но е имало наводнение, което заличило града и така древните изкупили сторените грехове.
Някогашният град-крепост за пръв път влиза в състава на българската държава при кан Пресиян в IX век. През 1190 година българо-куманските войски надделяват над византийците, но през 1254 г. е присъединен към Никейската империя от Йоан III Дука Ватаци. В местността Църквището е открит кръст с надпис от 1373 г.
През 1019 година Стоб е споменат като част от Велбъждката епархия (в Охридската архиепископия). През 1190 година е включен в сръбската държава от великия жупан Стефан Неманя и опустошен от Асеневци.
Църквата в селото се казва „Свети Прокопий“, като първоначално е построена в 1373 година. Заради искане на турците, които по време на владичеството са живеели под нея, тя е съборена, но след разрешение от султана е преместена камък по камък в селото и е построена отново под същото име, но на друго място.

## Население
Численост и дял на етническите групи според преброяването на населението през 2011 г.:
|                     | Численост | Дял (в %) |
| Общо                | 756       | 100,00    |
| Българи             | 719       | 95,10     |
| Турци               | 0         | 0,00      |
| Цигани              | 22        | 2,91      |
| Други               | 0         | 0,00      |
| Не се самоопределят | 0         | 0,00      |
| Неотговорили        | 10        | 1,32      |

## Забележителности
- Паметник на загиналите воини във войните през 1912 – 1913 г. и 1915-1918 г.
- Природен феномен Стобски пирамиди, с площ от 7,4 хектара – обявени през 1964 година за защитен природен обект. Пирамидите са изключително живописни, като по красота не отстъпват на Мелнишките пирамиди. Стобските пирамиди са сред 100 национални туристически обекта под номер 28а. Печат има на обекта и в информационния център на селото.
- Черква „Свети Прокопий” - храмът е построен през 1860 година[4] и е единственият в България, посветен на Прокопий Йерусалим, чиято памет се отбелязва на 8 юли[5] (да не се обърква със Свети Прокопий Варненски)
- Черква „Свети Иван Рилски” - осветена е през 2007 година[6].
- Черква „Света Параскева" - третият храм в село Стоб[7].

## Редовни събития
В село Стоб се провежда традиционният аграрен събор на района.

## Личности

### Родени в Стоб
- Веселин Вучков (р. 1968), български политик от ГЕРБ, министър, депутат
- Стоян Темелакиев (р. 1967), български полицай, заместник-министър на вътрешните работи
- Иван Попов (1890 – 1944), български синдикалист[8]
- Сотир Янев (1891 – 1944), български политик, социалдемократ, депутат

### Други
- Йордан Ангелов (1891 – 1931), български политик